# Мар'ян Цісар
Мар'ян Цісар (словац. Marián Cisár, нар. 25 лютого 1978, Братислава) — словацький хокеїст, що грав на позиції крайнього нападника.

## Ігрова кар'єра
Хокейну кар'єру розпочав на батьківщині 1995 року виступами за команду «Слован» (Братислава).
1996 року був обраний на драфті НХЛ під 37-м загальним номером командою «Лос-Анджелес Кінгс».
Протягом професійної клубної ігрової кар'єри, що тривала 8 років, захищав кольори команд «Слован» (Братислава), «Нашвілл Предаторс», «Орли Зноймо», «Лукко», «Нюрнберг Айс-Тайгерс» та «Ганновер Скорпіонс».
Загалом провів 73 матчі в НХЛ.

## Статистика
| Сезон        | Клуб                   | Ліга         | Регулярний сезон | Регулярний сезон | Регулярний сезон | Регулярний сезон | Регулярний сезон | Плей-оф | Плей-оф | Плей-оф | Плей-оф | Плей-оф |
| Сезон        | Клуб                   | Ліга         | І                | Г                | П                | О                | ШХ               | І       | Г       | П       | О       | ШХ      |
| ------------ | ---------------------- | ------------ | ---------------- | ---------------- | ---------------- | ---------------- | ---------------- | ------- | ------- | ------- | ------- | ------- |
| 1995–96      | «Слован» (Братислава)  | СЕ           | 13               | 3                | 3                | 6                | 0                | 6       | 3       | 0       | 3       | 0       |
| 1996–97      | «Спокан Чифс»          | ЗХЛ          | 70               | 31               | 35               | 66               | 52               | 9       | 6       | 2       | 8       | 4       |
| 1997–98      | «Спокан Чифс»          | ЗХЛ          | 52               | 33               | 40               | 73               | 34               | 18      | 8       | 5       | 13      | 8       |
| 1998–99      | «Мілвокі Едміралс»     | ІХЛ          | 51               | 11               | 17               | 28               | 31               | 2       | 0       | 0       | 0       | 12      |
| 1999–00      | «Нашвілл Предаторс»    | НХЛ          | 3                | 0                | 0                | 0                | 4                | —       | —       | —       | —       | —       |
| 1999–00      | «Мілвокі Едміралс»     | ІХЛ          | 78               | 20               | 32               | 52               | 82               | 1       | 0       | 0       | 0       | 0       |
| 2000–01      | «Нашвілл Предаторс»    | НХЛ          | 60               | 12               | 15               | 27               | 45               | —       | —       | —       | —       | —       |
| 2000–01      | «Мілвокі Едміралс»     | ІХЛ          | 15               | 4                | 7                | 11               | 4                | —       | —       | —       | —       | —       |
| 2001–02      | «Нашвілл Предаторс»    | НХЛ          | 10               | 1                | 2                | 3                | 8                | —       | —       | —       | —       | —       |
| 2001–02      | «Мілвокі Едміралс»     | АХЛ          | 2                | 1                | 0                | 1                | 2                | —       | —       | —       | —       | —       |
| 2002–03      | «Орли Зноймо»          | ЧЕ           | 9                | 2                | 0                | 2                | 4                | —       | —       | —       | —       | —       |
| 2002–03      | «Лукко»                | СМ-ліга      | 26               | 6                | 8                | 14               | 6                | —       | —       | —       | —       | —       |
| 2003–04      | «Нюрнберг Айс-Тайгерс» | ДХЛ          | 43               | 23               | 13               | 36               | 26               | 2       | 0       | 0       | 0       | 2       |
| 2004–05      | «Ганновер Скорпіонс»   | ДХЛ          | 14               | 4                | 6                | 10               | 8                | —       | —       | —       | —       | —       |
| Усього в НХЛ | Усього в НХЛ           | Усього в НХЛ | 73               | 13               | 17               | 30               | 57               | —       | —       | —       | —       | —       |
| Усього в ІХЛ | Усього в ІХЛ           | Усього в ІХЛ | 144              | 35               | 56               | 91               | 117              | 3       | 0       | 0       | 0       | 12      |